# 秋永政之
秋永 政之（あきなが まさゆき、1964年12月1日 - ）は、日本の俳優、殺陣師、アクション監督。新潟県長岡市生まれ。

## 略歴
1964年、新潟県長岡市に生まれるが、幼少の頃には東京に移転。
1978年、中学生時代に中国拳法を学び、ブルース・リーにあこがれアクション業界に入る。
映画やTV・イベントなどでさまざまな仕事をしている中、1990年、先輩である殺陣師・中瀬博文にグループ十二騎会に誘われ入会する。
そこでTVドラマ「西部警察」「探偵物語」などの殺陣師である高倉英二と出会い殺陣師としての修行に入る。
そして先輩である中瀬博文が独立するにあたって一緒にオフィス童武を立ち上げ殺陣師と成る。
その後、童武を離れワイルドスタントで殺陣師として活動。

## 人物
殺陣師、アクション監督として作品に参加するも、長身・強面という圧倒的な存在感により、そのまま作品に出演する事もしばしばあるが、人柄は風貌とは逆にとても温和で親しみやすく、若手俳優達の相談相手になる事が多い。
井筒和幸作品との関係が深く、多数作品に参加している。
一時期活動の拠点を上海に移し総合演出、アクション監督として活動する。

## 出演

### 映画
- 押忍!!空手部（1990年・村川透監督）
- ZIPANG（1990年・林海象監督）
- GONIN（1995年・石井隆監督）
- GONIN2（1996年・石井隆監督）
- うなぎ（1997年・今村昌平監督）
- 黒の天使 Vol.1（1998年・石井隆監督）
- 黒の天使 Vol.2（1999年・石井隆監督）
- TOKYO GP（2001年・石井隆監督作品）
- 五条霊戦記（2002年・石井聰亙監督）
- AIKI（2002年・天願大輔監督）
- 棒たおし!（2003年・前田哲監督）
- 花と蛇（2004年・石井隆監督作品）
- 不良少年の夢（2005年・花堂純次監督）
- パッチギ!（2005年・井筒和幸監督）
- 陽気なギャングが地球を回す（2006年・前田哲監督）
- 0093・女王陛下の草刈正雄（2007年・篠崎誠監督作品）
- GONIN・サーガ（2015年・石井隆監督）

### テレビ
- ゴリラ・警視庁捜査第8班
- お助け同心
- 大江戸捜査網
- 古畑任三郎
- 姫将軍大暴れ
- お姉さんの朝帰り
- 新春時代劇スペシャル・竜馬がゆく
- サイコメトラーエイジ スペシャル
- 学校へ行こう!!（岡田君の休日編）
- 孤独の歌声

### Vシネマ
- 松方弘樹の遠山金四郎
- 魔界転生 THE ARMAGEDDON
- 極道の門1・2（2005年）
- 残侠の盃
- 新・ビーバップハイスクール
- 疵
- 荒くれKNIGHT1・2
- 六本木ソルジャー
- 白竜
- ガードドック
- マリーズ・ゲーム
- 日本極道史 仁義絶叫1・2（1999年）

### PV
- 「アンジェラス」島谷ひとみ
- 「Love is Here」Janne Da Arc
- 「Rising Sun」東方神起
- ライブOP映像 倖田來未
- 「キットヒット〜踊るカルマン〜」FireBall
- 「はじまりの歌」大橋卓弥
- 「ジャック・ナイフ」DOES
- 「雨待ち風」スキマスイッチ
- 「届かない愛と知ッテイタノニ」Gackt
- 「ONLY ONE」矢沢永吉
- 「ふたつの唇」EXILE
- 「クマトナデシコ」クリカマキ

### CM
- 「パルコ・グランバザール」（魔女役）
- 「リゲイン」

### 舞台
- パパイヤ鈴木とオヤジダンサーズ「再先端恐怖Show」(銀座博品館劇場)
- 劇団マガジン公演「未来伝説・桃太郎」（邪鬼）

### イベント
- 2001年〜2002年：横浜・八景島シーパラダイス『KAIZOKU』水上スタントショー（海賊ボス・ドラッド）
- ジャンプフェスタ 東映アニメーションブース
- 東映アニメーション50周年式典オープニングセレモニー
- 横浜・八景島シーパラダイス・スーパーホリデー‘07Sea-1グランプリ（海賊・ドラッド）

## 殺陣師・コーディネーター作品
- ヌードの夜・2（1993年・石井隆監督作品）
- 女侠・夜叉の舞（2000年・関本郁夫監督）
- TOKYO GP（2001年・石井隆監督作品）
- 花と蛇・2（2005年・石井隆監督作品）
- 楽園 -流されて-（2005年・亀井亨監督）
- 心中エレジー（2005年・亀井亨監督）
- パッチギ!（2005年・井筒和幸監督）
- フラガール（2006年・李相日監督）
- パッチギ！LOVE&PEACE（2007年・井筒和幸監督）
- 人が人を愛することのどうしようもなさ（2007年・石井隆監督）
- あなたを忘れない（2007年・花堂純次監督）
- 東京島（2010年・篠崎誠監督）
- 怪談新耳袋 劇場版（2010年・篠崎誠監督）
- ヒーローショー（2010年・井筒和幸監督）
- ハナミズキ（2010年・土井裕泰監督）
- ボーイズ オン・ザ・ラン（2010年・三浦大輔監督）
- パレード（2010年・行定勲監督）
- フィギアなあなた（2013年・石井隆監督作品）
- GONIN・サーガ（2015年・石井隆監督）
- 芸能人格付けチェック（井筒監督作品編）
- 世にも奇妙な物語
- 金曜エンタテイメント・熱血シングル・ファザー2（合月勇監督）
- 二夜連続ドラマ企画・君のせい（吉田秋生監督）
- おかげ様で！（堤幸彦監督）
- 終戦60周年ドラマスペシャル・THE WINDS OF GOD（中山史郎監督）（居合い指導）
- 連続ドラマW・トクソウ4話（滝本憲吾監督）